# Alpheus P. Hodges
Alpheus P. Hodges (1821 - 29 juillet 1858) est le premier maire de la ville de Los Angeles (du 1er juillet 1850 au 7 mai 1851 (un mandat)).